# 椎田道路
椎田道路（日语：／ Shiida dōro */?），又名椎田繞道（日语：椎田バイパス），是一條連接德永臨時出入口與中村IC的高速公路（一般國道自動車専用道路）。此公路部分區間與東九州自動車道重疊，並由西日本高速道路以一般收費道路型式管理。

## 概要
- 起點：福岡縣京都郡京都町德永（德永臨時出入口）
- 終點：福岡縣築上郡築上町大字上之河内（中村IC）
- 全長：10.3km
- 規格：第1種第3級和第3種第1級
- 道路寬度：18.25 - 25.0m
- 行車線：暫定2車線
- 道路構造：道路構造令第1級第3種
- 道路收費期限：2050年（平成62年）8月29日

## 年表
- 1992年（平成4年）3月15日：辻垣IC - 福岡縣道232號國見松江線交界（中村十字路口）之間開通。
- 1993年（平成5年）12月25日：福岡縣道232號國見松江線（中村十字路口） - 國道10號交界（山田十字路口）之間開通。
- 2010年（平成22年）6月28日： 高速道路免費化社會實驗開始。過路費暫時免費。
- 2011年（平成23年）6月20日： 高速道路免費化社會實驗暫停。

## 交流道與出入口
（免費區間）
- 辻垣IC（連接國道10號、行橋繞道）
- 福岡縣道58號交界（德永臨時出入口）

（收費區間）
- 福岡縣道58號交界（德永臨時出入口）
- 豐津IC（連接東九州道，興建中）
- 4 築城IC
- 椎田本線收費站
- 5 椎田IC
- 築上町大字上之河内（椎田南IC，連接東九州道，興建中）

（免費區間）
- 築上町大字上之河内（椎田南IC，連接東九州道，興建中）
- 中村IC
- 四郎丸IC
- 國道10號交界（山田十字路口）（連接國道10號）

## 過路費
- 收費車種區分為普通車、大型車與特大車三種。
- 此公路引入ETC折扣。在通過收費站插入ETC卡時，需要按下要求折扣。

| 車種            | 普通車  | 大型車         | 特大車         |
| --------------- | ------- | -------------- | -------------- |
| 一般收費        | 400日圓 | 600日圓        | 1,400日圓      |
| ETC平日日間折扣 | 300日圓 | 400日圓        | 1,000日圓      |
| ETC平日夜間折扣 | 300日圓 | 400日圓        | 1,000日圓      |
| ETC通勤折扣     | 200日圓 | 300日圓        | 700日圓        |
| ETC深夜折扣     | 200日圓 | 300日圓        | 700日圓        |
| ETC假日特別折扣 | 200日圓 | 不適用於此車種 | 不適用於此車種 |

- 當可以連接東九州自動車道後，過路費將會改變[1]。

## 外部連結
- 西日本高速道路株式會社 （页面存档备份，存于）
- 西日本高速道路株式會社九州分社 （页面存档备份，存于）
- 國土交通省九州地方整備局 北九州國道事務所 （页面存档备份，存于）